# Shanghai Airlines Cargo International
Shanghai Airlines Cargo International is een Chinese luchtvrachtmaatschappij met haar thuisbasis in Shanghai.

## Geschiedenis
Shanghai Airlines Cargo International is opgericht in 2006 door Shanghai Airlines (55%) en Taiwans Evergreen groep (45%).

## Diensten
Shanghai Airlines Cargo International voert lijnvluchten uit naar;(juli 2007)
- Bangkok, Frankfurt am Main, Ho Chi Minhstad, Osaka, Singapore, Shanghai, Ürümqi.

## Vloot
De vloot van Shanghai Airlines Cargo International bestaat uit:
- 2 Boeing (Douglas) MD-11F
- 2 Boeing B757-200(PF)